# Hylopanchax silvestris
Hylopanchax silvestris är en fiskart som först beskrevs av Max Poll och Lambert, 1958.  Hylopanchax silvestris ingår i släktet Hylopanchax och familjen Poeciliidae. Inga underarter finns listade i Catalogue of Life.